# 김원기 (1924년)
김원기(金元基, 1924년 12월 3일 ~ 2001년 2월 18일)은 대한민국의 정치인이다. 제15대 부총리 겸 경제기획원 장관으로 재임하였다. 본관은 연안이며, 충청남도 당진 출신이다.

## 학력
- 보성고등학교 (서울)
- 1949년 : 고려대학교 정치학과 졸업
- 1958년 : 미국 조지 워싱턴 대학교 정경학부 수료
- 1964년 : 영국 런던 정치경제대학교 졸
- 1979년 : 고려대학교 명예법학박사

## 약력
- 1961년 ~ 1968년 : 재무부 이재국장, 국고국장, 기획관리실장, 세정차관보
- 1968년 : 건설부차관
- 1970년 ~ 1978년 : 대한수영연맹 회장
- 1970년 ~ 1972년 : 재무부차관
- 1972년 ~ 1978년 : 한국산업은행 총재
- 1974년 : 한국올림픽위원회 부위원장
- 1975년 : 고려중앙학원 이사
- 1975년 ~ 1985년 : 고려대학교 교우회 회장
- 1978년 ~ 1980년 : 재무부장관
- 1980년 : 부총리 겸 경제기획원장관
- 1980년 : 국가보위비상대책위원회 위원
- 1980년 : 한국무역협회 회장
- 1980년 : 한국소아마비협회 이사장
- 1982년 : 산학협동재단 감사
- 1983년 : 쌍용그룹 상임고문
- 1984년 ~ 1986년 : 한국도로공사 이사장
- 1989년 : 국민대학교 이사장

## 참고 자료
- 김원기(金元基) -  한국행정연구원

| 전임 김용환 | 제3대 재무부 세정차관보 1968년 8월 22일 ~ 1969년 3월 14일 | 후임 백경복 |

| 전임 최종성 | 제4대 건설부 차관 1969년 3월 14일 ~ 1970년 10월 26일 | 후임 이재설 |

| 전임 이재설 | 제23대 재무부 차관 1970년 10월 26일 ~ 1972년 8월 3일 | 후임 김용환 |

| 전임 김용환 | 제27대 재무부 장관 1978년 12월 22일 ~ 1980년 5월 22일 | 후임 이승윤 |

| 전임 이한빈 | 제15대 부총리 겸 경제기획원 장관 1980년 5월 22일 ~ 1980년 9월 2일 | 후임 신병현 |

| 전임 박충훈 | 한국무역협회 회장 서리 1980년 9월 ~ 1981년 5월 | 후임 유창순 (서리) |